# Баблз (шимпанзе)
Баблз (народився 30 квітня 1983 року) — шимпанзе, якого колись тримав як домашнього улюбленця американський співак Майкл Джексон, який купив його в дослідницькому центрі в Техасі у 1980-х роках. Баблз часто подорожував з Джексоном, привертаючи увагу ЗМІ. У 1987 році, під час світового туру Bad, Баблз і Джексон пили чай з мером Осаки, Японія.
Спочатку Бабблз містився в будинку сім'ї Джексона в Енсіно, Лос-Анджелес, але в 1988 році його перевезли в будинок Джексона, ранчо Неверленд. Там він спав у ліжечку в спальні Джексона, користувався туалетом Джексона і їв цукерки Джексона в кінотеатрі Neverland. До 2003 року Бабблз виріс у великого й агресивного дорослого шимпанзе, непридатного в якості домашнього улюбленця, як і багато інших шимпанзе в неволі, і був відправлений до каліфорнійського дресирувальника. Коли дресирувальник закрив свою діяльність у 2004 році, Бабблза перемістили до Центру для великих мавп, заповідника у Вочулі, штат Флорида, де він живе з 2005 року.

## Життя
Баблз народився в 1983 році в дослідницькому центрі в Остіні, штат Техас, де розводили приматів для випробувань на тваринах. Існують суперечливі відомості про те, як він потрапив у володіння Джексона; багато хто стверджує, що Джексон купив його, коли йому було вісім місяців. Повідомляється, що придбанням керував Боб Данн, на той час один із найвідоміших голлівудських постачальників і дресирувальників тварин для фільмів, фотосесій і реклами.

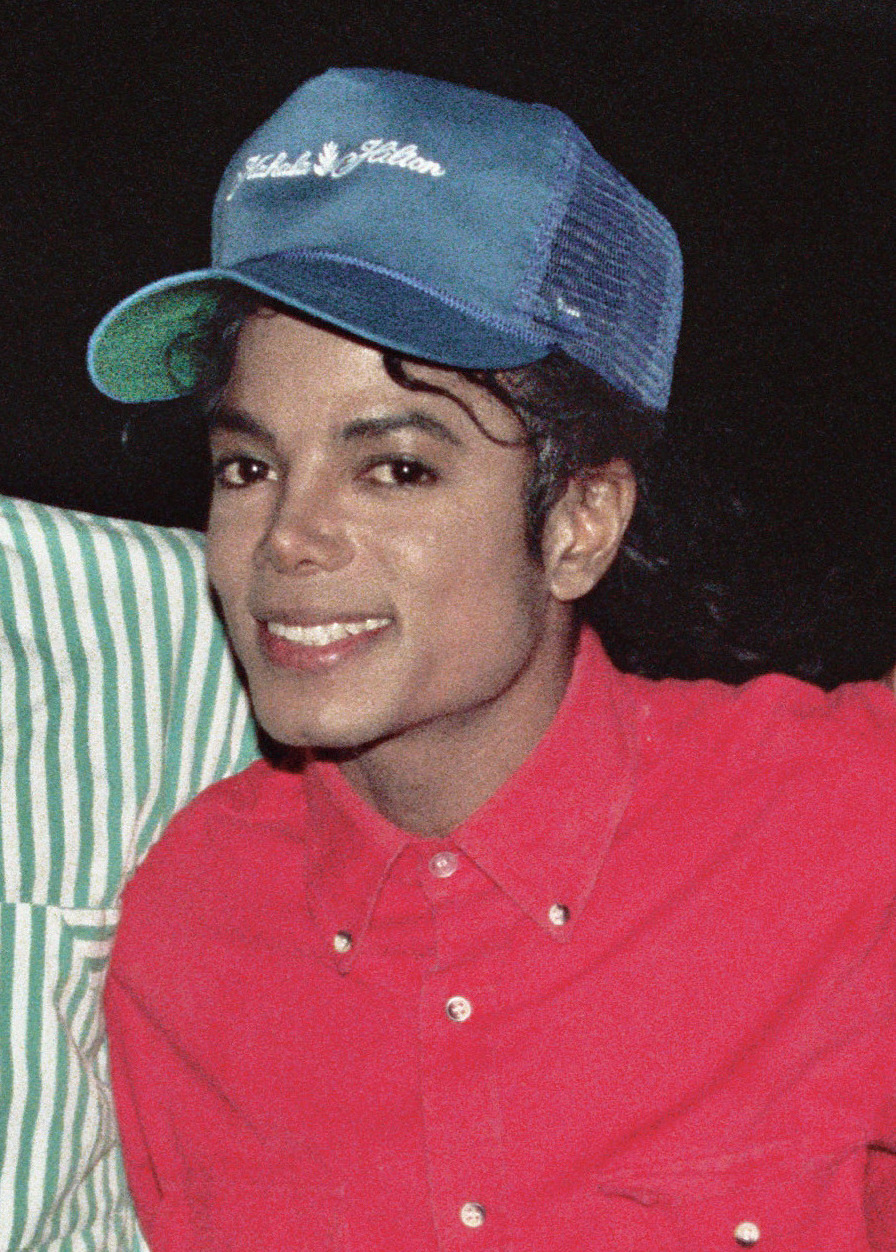
Наприкінці 1980-х років Майкла Джексона супроводжував Баблз.

Наприкінці 1980-х років Джексон брав Баблса на прогулянки і часто розмовляв з ним. Згідно з повідомленнями, він показав йому, як ходити по місяцю. У Баблза був агент, і, подейкували, у нього був власний охоронець. Він брав участь у записі альбому Джексона «Bad» (1987) — Джексон наполягав, щоб Баблз і домашня змія Джексона були присутні як глядачі — і супроводжував Джексона під час зйомок кліпу «Bad». Баблз знявся епізодично в кліпі «Liberian Girl».
Коли у вересні 1987 року розпочалося світове турне Bad, Бабблз і Джексон жили в готелі з двома спальнями в Токіо. Бабблз і Джексон здійснили світський візит до мера Осаки Ясусі Ошіми; там Баблз пив японський зелений чай, тихо сидячи поруч із Джексоном. Осіма сказав, що він і його колеги були «здивовані, побачивши шимпанзе, але ми розуміємо, що він хороший друг Майкла. Це перший випадок, коли тварина увійшла до мерії». Незважаючи на дозвіл подорожувати до Японії, Бабблз не зміг в’їхати до Британії та Швеції через суворі карантинні закони. Джексон також приніс Баблза на чай до дому Елізабет Тейлор. Тейлор не заперечував, що Джексон привіз шимпанзе. На вечірці, присвяченій святкуванню та популяризації Bad, Bubbles, як повідомляється, «працював у кімнаті» і був «життям вечірки».

### Переїзди

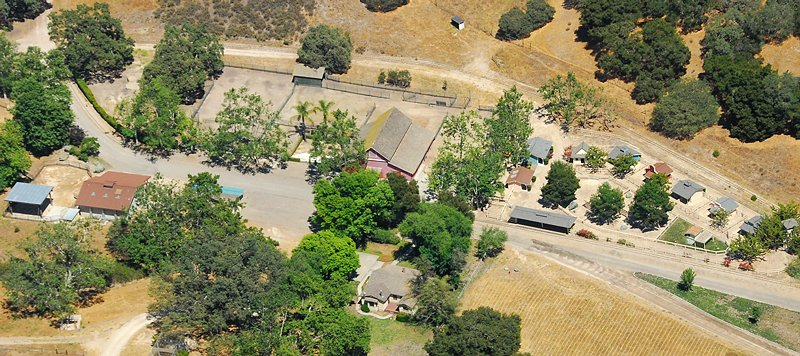
Баблз жив у будинку Джексона на ранчо Неверленд, поки не став занадто агресивним.

У документальному фільмі «Життя з Майклом Джексоном» 2003 року Джексон сказав журналісту Мартіну Баширу, що Баблз став агресивним. Його перемістили до притулку для тварин через побоювання, що він може напасти на новонародженого сина Джексона, Принца Майкла II. Джексон купив ще двох дитинчат шимпанзе, Макса та Екшна Джексона;  громадськість вважала, що ці шимпанзе також Баблз. Усунення Баблза стало джерелом жалю для Джексона. Під час інтерв’ю Баширу також розповіли про те, як Джексон планував влаштувати для Баблза «вечірку зі знаменитими тваринами»; Мали бути запрошені Чита, шимпанзе з Тарзана, Бенджі та Лессі.

### Смерть Джексона
25 червня 2009 року Джексон помер у віці 50 років після зупинки серця. Данн у розмові з News of the World сказав: «Бабблз точно сумував за Джексоном, коли вони розлучалися, і сумуватиме за ним зараз. Шимпанзе розумні. Вони пам'ятають людей і таке інше. Баблз і Майкл були близькими друзями та товаришами по грі. Під час останнього відвідування Майкла Баблз точно впізнав і запам’ятав його». Він сказав, що Джексон вважав Баблза своєю першою дитиною, і додав, що сподівається, що діти Джексона підтримуватимуть зв’язок зі своїм «зведеним братом» після смерть їхнього батька. У 2010 році сестра Джексона Ла Тойя відвідала Бабблз у Центрі для великих мавп у Флориді. Згідно з веб-сайтом Центру захисту людиноподібних мавп, маєток Джексона «продовжував покривати щорічні витрати на догляд за Баблзом у заповіднику». 